# Piotr Szymaniak
Piotr Paweł Szymaniak (ur. 26 czerwca 1911 w Warszawie zm. 18 sierpnia 1967 w Warszawie) – polski architekt, autor projektów architektonicznych dworców i przystanków kolejowych w Warszawie, obiektów sportowych i innych obiektów użyteczności publicznej. Wieloletni partner zawodowy i współpracownik Arseniusza Romanowicza.

## Życiorys

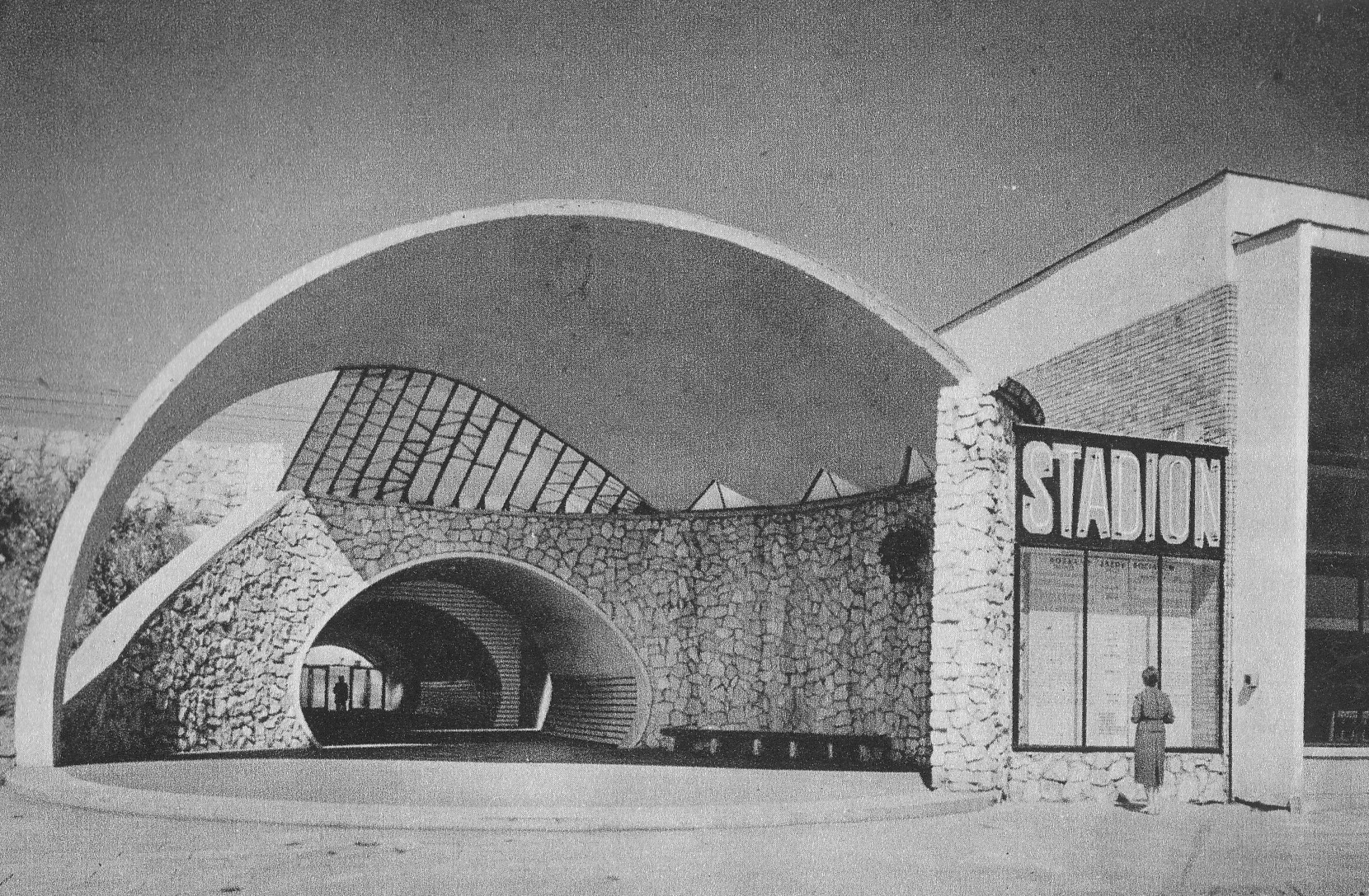
przystanek kolejowy Warszawa Stadion w latach 60. XX wieku

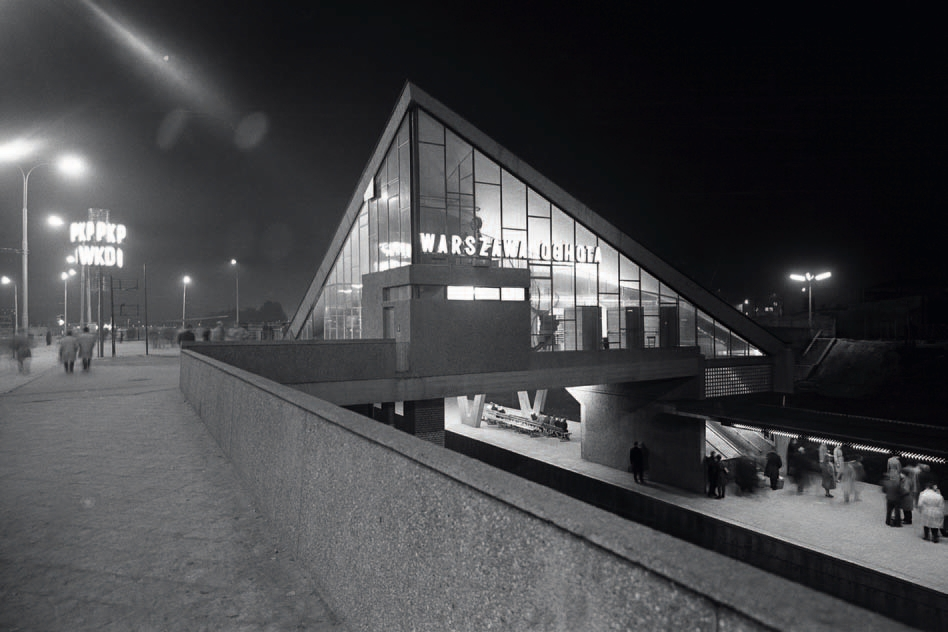
przystanek kolejowy Warszawa Ochota (1963)

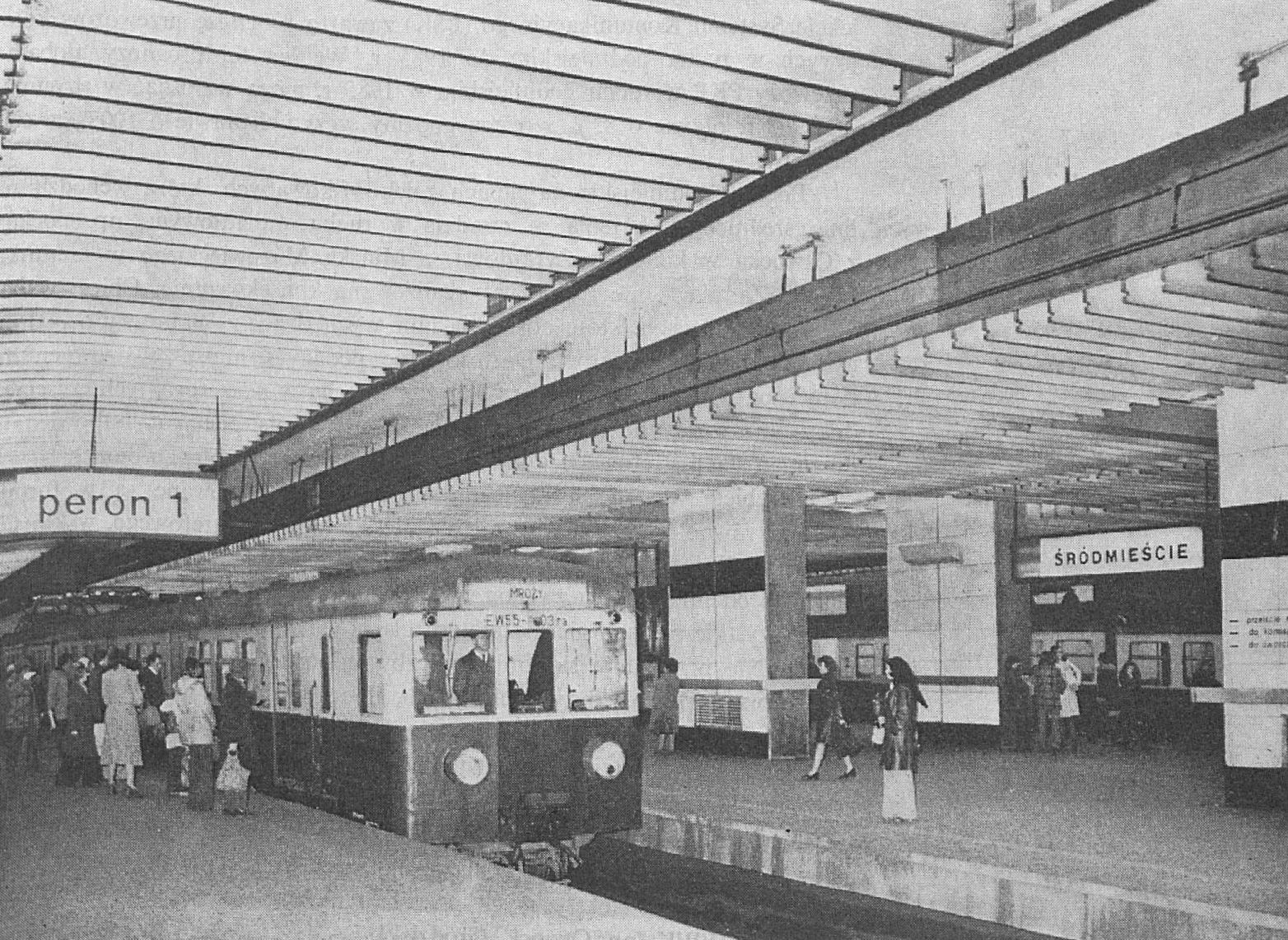
dworzec kolejowy Warszawa Śródmieście (1977)

Syn Marii Bartosik i Jana Szymaniaka. W 1930 ukończył gimnazjum męskie im. A. Kreczmara w Warszawie oraz zdał maturę typu humanistycznego. Dyplom pod kierunkiem Rudolfa Świerczyńskiego na Wydziale Architektury Politechniki Warszawskiej uzyskał w 1938. Praktyki odbywał w pracowni Stanisława Marzyńskiego w 1934.
W latach 1938–1939 pracował w Biurze Budowlanym Dworca Głównego w Warszawie. Podczas II wojny światowej pracował przy remoncie spalonego w 1939 dworca.
W 1944 wywieziony do obozu pracy przymusowej w Berlinie, skierowany do pracy przy projektach na rzecz Deutsche Reichsbahn.
W 1945 zatrudniony krótko w Stołecznym Przedsiębiorstwie Robót Budowlanych na stanowiku kierownika robót, a następnie w Warszawskiej Dyrekcji Odbudowy, gdzie pracował przy odbudowie lub budowie placówek medycznych i budynków urzędów centralnych. W latach 1951–1967 pracował w Centralnym Biurze Studiów i Projektów Budownictwa Kolejowego w Warszawie.
Członek Stowarzyszenia Architektów Polskich od 1934 lub 1935. Autor artykułów na temat architektury i urbanistyki, m.in. w czasopismach „Architektura”, „Stolica” oraz „Przegląd Kolejowy”.
Został pochowany na cmentarzu Powązkowskim (kwatera 135-6-24).

## Konkursy i realizacje
- 1936 – meczet w Warszawie (z Henrykiem Freyem), konkurs, brak nagrody lub wyróżnienia
- 1938 – Molo Południowe wraz z terenami przyległymi oraz Żeglarski Ośrodek Morski w Gdyni (z Arseniuszem Romanowiczem i Henrykiem Freyem), konkurs, wyróżnienie poprzez zakup projektu
- 1939 – Pawilon polski na Wystawę Światową w Nowym Jorku (z Arseniuszem Romanowiczem i Jackiem Szweminem[1]), konkurs, wyróżnienie poprzez zakup projektu
- 1945 – centrala Pocztowej Kasy Oszczędności w Warszawie (z Arseniuszem Romanowiczem), konkurs, brak nagrody lub wyróżnienia
- 1946 – gmach Wydziału Architektury Politechniki Warszawskiej (z Arseniuszem Romanowiczem), konkurs, wyróżnienie poprzez zwrot kosztów
- 1946 – dworzec kolejowy Warszawa Centralna w Warszawie (z Arseniuszem Romanowiczem), konkurs, pierwsza nagroda
- 1949 – ośrodek wioślarski YMCA Polska w Warszawie (z Arseniuszem Romanowiczem), konkurs, pierwsza nagroda
- 1950–1952 – odbudowa kamienicy przy ul. Mokotowskiej 63 (z Arseniuszem Romanowiczem), realizacja
- 1957 – kościół parafialny w Nowej Hucie na Osiedlu C-1 (Teatralnym) (z Konstantym Danko), konkurs, III nagroda równorzędna[1]
- 1958 – przystanek kolejowy Warszawa Stadion (z Arseniuszem Romanowiczem), realizacja
- 1963 – przystanek kolejowy Warszawa Ochota (z Arseniuszem Romanowiczem), realizacja
- 1963 – przystanek kolejowy Warszawa Śródmieście WKD (z Arseniuszem Romanowiczem), realizacja
- 1963 – przystanek kolejowy Warszawa Powiśle (z Arseniuszem Romanowiczem), realizacja
- 1963 – dworzec kolejowy Warszawa Śródmieście (z Arseniuszem Romanowiczem), realizacja
- ok. 1965 – obiekt publiczny w Skopje, konkurs
- 1969 – dworzec kolejowy Warszawa Wschodnia (z Arseniuszem Romanowiczem i zespołem, Mister Warszawy 1969), realizacja

## Odznaczenia
- Order Sztandaru Pracy II Klasy (1963)[1]
- Złota Odznaka „Za Odbudowę Warszawy” (1967)
- Srebrna Odznaka „Za Odbudowę Warszawy” (1947)